# Li Andersson
Li Sigrid Andersson (ur. 13 maja 1987 w Turku) – fińska polityczka należąca do szwedzkojęzycznej mniejszości w Finlandii, posłanka do Eduskunty, od 2016 do 2024 przewodnicząca Sojuszu Lewicy, w latach 2019–2020 i 2021–2023 minister edukacji, deputowana do Parlamentu Europejskiego X kadencji.

## Życiorys
Absolwentka nauk społecznych na uniwersytecie Åbo Akademi (2010). W latach 2006–2007 była sekretarzem generalnym organizacji studenckiej Finlands Svenska Skolungdomsförbund. Zaangażowała się w działalność polityczną w ramach Sojuszu Lewicy. W latach 2011–2015 pełniła funkcję przewodniczącej jego organizacji młodzieżowej. Weszła także w skład rady miejskiej w Turku.
W wyborach w 2015 uzyskała mandat deputowanej do fińskiego parlamentu. W 2019 i 2023 z powodzeniem ubiegała się o poselską reelekcję.
W czerwcu 2016 została nową przewodniczącą Sojuszu Lewicy, zastępując Paava Arhinmäkiego. W czerwcu 2019 objęła urząd ministra edukacji w koalicyjnym rządzie Anttiego Rinne. Pozostała na tym stanowisku również w powołanym w grudniu tego samego roku gabinecie Sanny Marin.
Ustąpiła z funkcji ministra w grudniu 2020 w związku z urlopem macierzyńskim (z planami powrotu do rządu w 2021). Ponownie powołana na stanowisko ministra edukacji w czerwcu 2021, zajmowała je do czerwca 2023. W 2024 kandydowała na urząd prezydenta Finlandii, w pierwszej turze wyborów otrzymując 4,9% głosów. W tym samym roku została następnie wybrana na posłankę do Europarlamentu X kadencji. W październiku 2024 na funkcji przewodniczącej partii zastąpiła ją Minja Koskela.